# Koparkoładowarka 9.50M
Zmodernizowana koparkoładowarka 9.50M – produkowana w Hucie Stalowa Wola uniwersalna maszyna budowlana dla wojska. Może pracować m.in. jako koparka, spychacz, odśnieżarka, zamiatarka, młot wyburzeniowy, czy nawet frezarka do asfaltu.

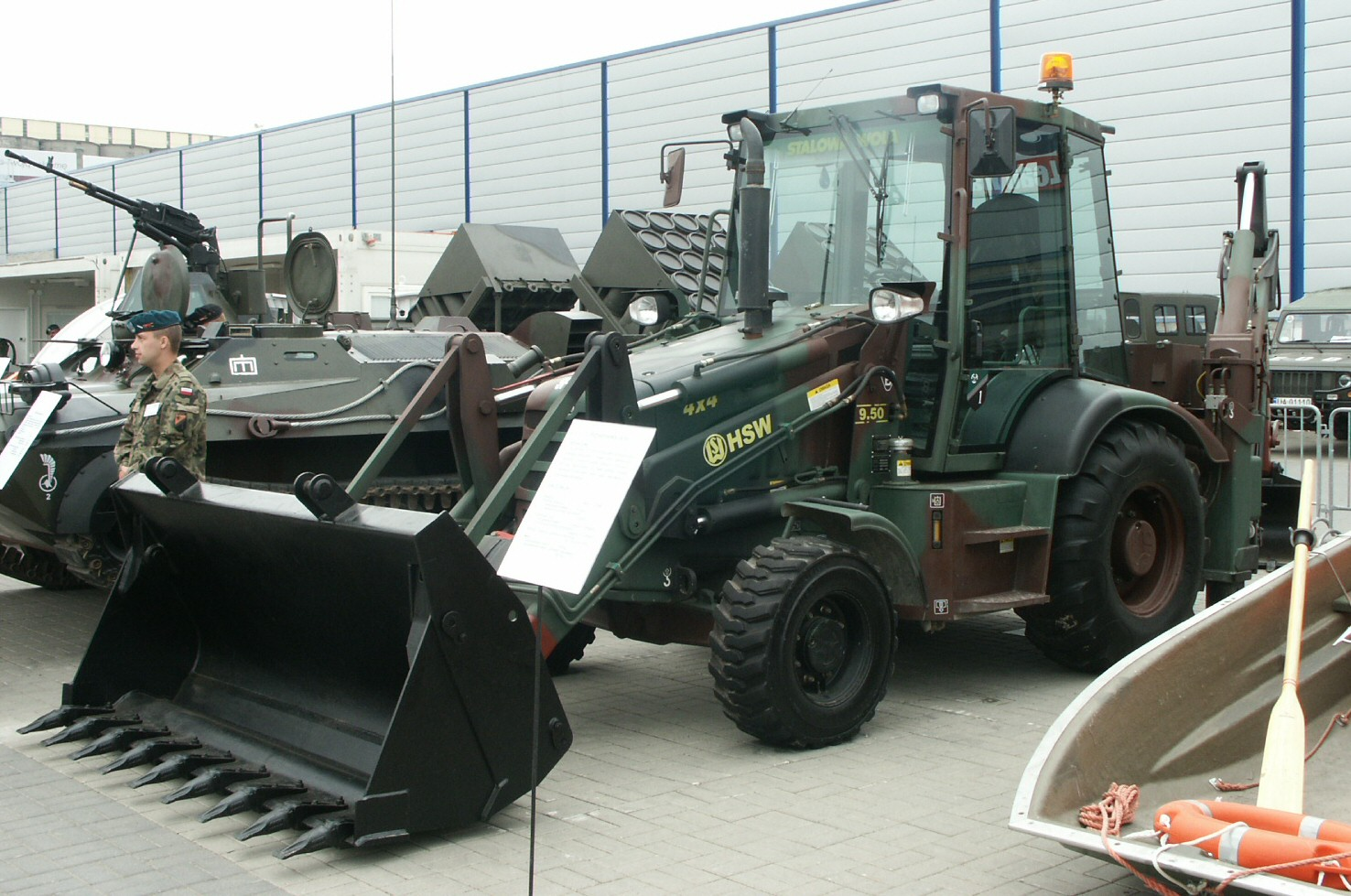
Koparkoładowarka 9.50M

## Konstrukcja
Jest to modernizacja maszyny, wcześniej oznaczonej jako model 9.50.

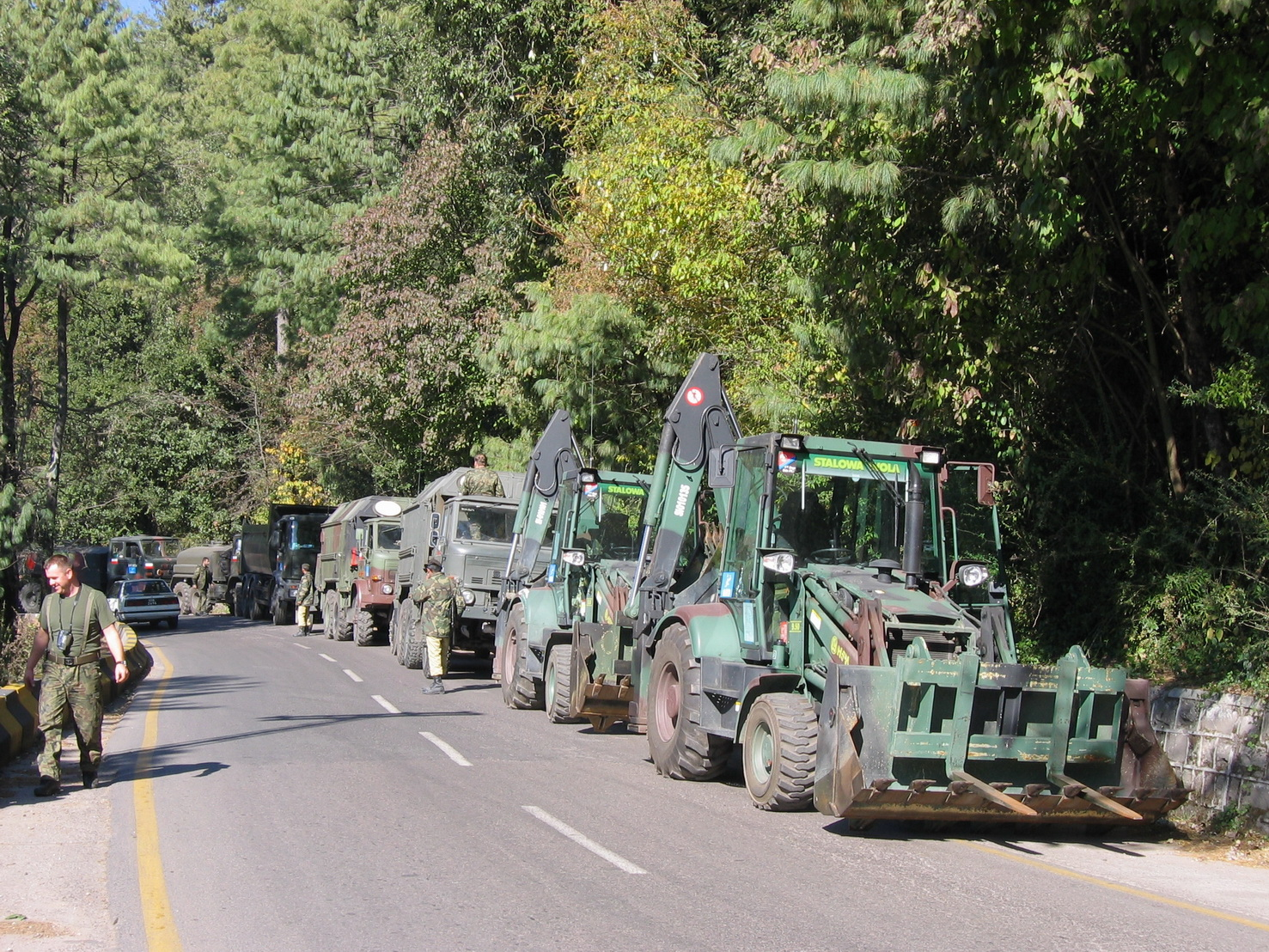
Pomoc humanitarna. Polski Kontyngent Wojskowy w Pakistanie

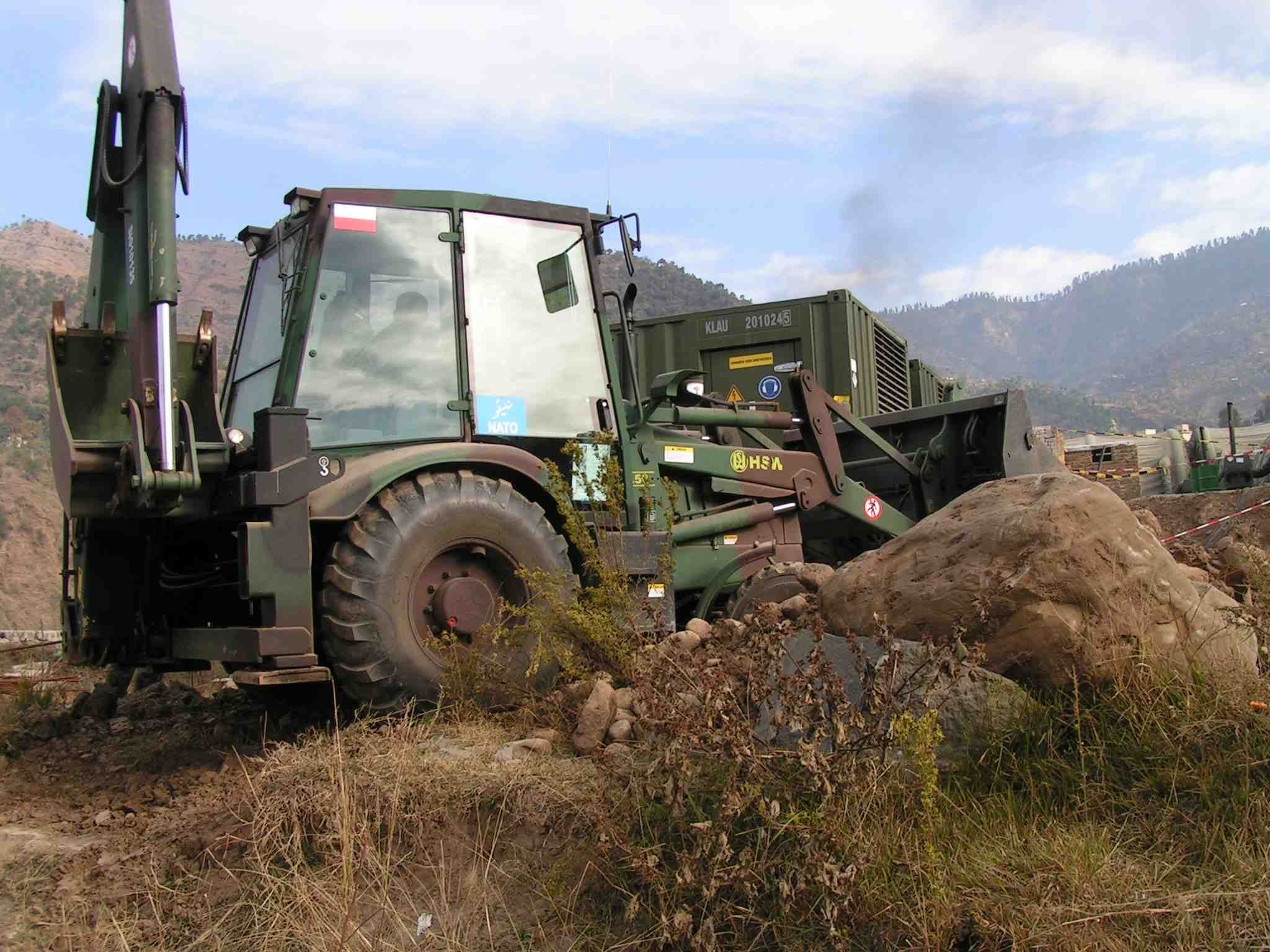
PKW Pakistan w czasie pracy

W porównaniu do wcześniejszej konstrukcji powiększono kabinę, zmodyfikowano część przednią obniżając maskę silnika, co poprawiło obserwację operatorowi. Posiada w pełni otwierane szyby boczne oraz podnoszoną szybę tylną. Zainstalowano, sterowaną elektrohydraulicznie blokadę opuszczania wysięgnika koparki, operator może ją teraz włączać i wyłączać bez potrzeby opuszczania kabiny. Zastosowano dodatkowe światła z tyłu do oświetlenia pola pracy koparki, i wyciszono przedział komory silnika.
Do napędu maszyny zastosowano, czterocylindrowy silnik wysokoprężny Iveco N45MSS, z turbodoładowaniem, o pojemności skokowej 4,5 l, rozwijający moc 99 KM przy 2200 obr./min i maksymalny moment obrotowy 400 Nm przy 1250 obr./min.
Silnik współpracuje z automatyczną skrzynią biegów o czterech przełożeniach, w pełni przełączalną pod obciążeniem (Full Power Shift), sterowaną elektronicznie, z możliwością przełączania na półautomatyczny tryb pracy. Układ napędowy pozwala na rozpędzenie się maszyny, do 39 km/h podczas jazdy do przodu i do 22 km/h podczas jazdy do tyłu.
Maszyna posiada napęd na cztery koła, mosty napędowe z blokadą mechanizmu różnicowego i hydrostatyczny układ sterowania.
Wyposażona jest w kabinę typu ROPS, zamocowaną na gumowych amortyzatorach, z pakietem wyciszenia. Seryjne wyposażenie obejmuje m.in. szyby przyciemniane, system wentylacji i ogrzewania, obrotowy fotel operatora, amortyzowany i regulowany z pasem bezpieczeństwa, regulowaną kolumnę kierownicy, reflektory robocze (2 przednie i 4 tylne), lampę ostrzegawczą oraz instalację radiową.
Maszyna może pracować nieprzerwanie, ze średnim obciążeniem do 10 godzin. Czas przezbrojenia maszyny z położenia transportowego w położenie robocze z dowolnym osprzętem, to maksymalnie 10 minut.
Maszyna jest przystosowana do transportu lotniczego samolotem Lockheed C-130 Hercules oraz do transportu kolejowego. W konfiguracji transportowej nie przekracza skrajni drogowej i kolejowej tj. masy 8850 kg, szerokości 2,3 m i 6280 mm długości.

## Osprzęt roboczy
Osprzęt roboczy ładowarkowy
- łyżki standardowe z zębami lub ostrzem i widłami,
- łyżki wieloczynnościowe z zębami lub ostrzem,
- lemiesz do śniegu
- szybkozłączne hydrauliczne: łyżki z zębami lub ostrzem, widły paletowe, lemiesz do śniegu i zamiatarka.

Osprzęt koparkowy
- łyżki przedsiębierne z zębami,
- łyżka trapezoidalna,
- łyżka do skarpowania,
- młot hydrauliczny,

Wyposażenie standardowe
- osprzęt koparkowy (wysięgnik teleskopowy i łyżka z zębami, o pojemności 0,2 m³, o szerokości 700 mm)
- ładowarkowy (wysięgnik standardowy i łyżka wieloczynnościowa z zębami i widłami odchylanymi, o poj. 1 m³)
- podpory stabilizacyjne, sterowane hydraulicznie[1].

| Osprzęt koparkowy                                |                |
| Głębokość kopania (teleskop zsunięty/wysunięty)  | 4760 – 5860 mm |
| Przesuw boczny wysięgnika                        | 655 mm         |
| Kąt obrotu                                       | 180 stopni     |
| Siła wyrywająca na zębach łyżki                  | 58 kN          |
| Udźwig hydrauliczny na wysokości 3 m (bez łyżki) | 23 kN          |

| Osprzęt ładowarkowy                                  |         |
| Maks. wysokość wysypu (kąt otwarcia łyżki 45 stopni) | 2700 mm |
| Siła wyrywająca                                      | 69 kN   |
| Udźwig na poziomie podłoża                           | 50 kN   |
| Udźwig przy maksymalnej wysokości podnoszenia        | 42 kN   |